# Jánki Péter
Jánki Péter, Janki (?, ? – Hajdúsámson, 1784.) református lelkész.

## Élete
Tanulmányait Debrecenben kezdte, itt 1728. április 25-én a togatusok sorába lépett. 1735-től köztanítóként dolgozott, majd 1738 májusától 1739 elejéig senior volt. Ezután külföldre utazott, 1740-ben beiratkozott az utrechti egyetemre. Miután hazatért, 1741-től Földesen, 1747-től Kabán, 1750-től Bakonszegen, 1753-tól Balkányon, végül 1761-től Hajdúsámsonban teljesített lelkészi szolgálatot, ahol 1774-ben nyugalomba vonult.

## Munkája
- Disputatio theologico-philologica de vasculo mannae ejusque mysterio. Praeside Millio. Trajecti ad rhen., 1740 (Collectio opusculorum historico-philologico-theologicorum selecti argumenti imprimis in Germania et Belgio separatim editorum. Curante Jo. Oelrichs. Bremae, 1770. II. kötetében újra kiadva)